# Nèrit
Nèrit o Nèriton (en grec antic Νήριτον, és una illa o una ciutat en una illa que Homer menciona al «Catàleg de les naus» a la Ilíada. Diu que era propera a Ítaca i una de les possessions d'Odisseu.
Hi ha una certa confusió, ja que Nèriton és també una muntanya d'Ítaca molt boscosa segons diu Homer a l'Odissea. Virgili a l'Eneida parla de Nèrit com una illa propera a Ítaca, la pàtria d'Ulisses.